# Березовка (Канаський район)
Бере́зовка (рос. Берёзовка, чув. Хурăнлăх) — присілок у складі Канаського району Чувашії, Росія. Входить до складу Малокібецького сільського поселення.
Населення — 45 осіб (2010; 53 у 2002).
Національний склад:
- чуваші — 91 %